# Lyman K. Bass
Lyman Kidder Bass (13 de noviembre de 1836 - 11 de mayo de 1889) fue un abogado y político estadounidense, miembro de la Cámara de Representantes de los Estados Unidos por Nueva York y fiscal del distrito 16 del condado de Erie, Nueva York.

## Biografía
Nacido en el pueblo de Alden, Nueva York, Bass asistió a las escuelas comunes y se graduó en el Union College de Schenectady, Nueva York, en 1856. Estudió derecho y fue admitido en el colegio de abogados en 1858. Comenzó a ejercer en Buffalo, Nueva York. Se casó con Frances Esther Metcalfe Wolcott y tuvieron un hijo, Lyman Metcalfe Bass.

## Carrera
En 1865, Bass se presentó como candidato contra Grover Cleveland y fue elegido por escaso margen fiscal del condado de Erie. Ocupó este cargo desde 1866 hasta 1871. Se le volvió a proponer como candidato en 1871, pero no aceptó. En 1870, fue un candidato republicano infructuoso para la elección del cuadragésimo segundo Congreso.
Bass fue elegido como representante republicano de los Estados Unidos por el trigésimo primer distrito de Nueva York en el cuadragésimo tercer Congreso; y como representante por el trigésimo segundo distrito en el cuadragésimo cuarto Congreso. Sirvió desde el 4 de marzo de 1873 hasta el 3 de marzo de 1877. Debido a su mala salud, declinó ser candidato a la reelección en 1876.
Mientras estaba en el Congreso, Bass se hizo un nombre al servir en el Comité de Gastos de la Cámara de Representantes en el Departamento de Guerra. Durante su estancia en el comité, éste examinó los gastos del Secretario de Guerra William Worth Belknap. Además, Bass formó parte del Comité de Ferrocarriles y Canales, así como del Comité Selecto Conjunto para Investigar los Asuntos del Distrito de Columbia. El 22 de junio de 1874, el presidente Ulysses S. Grant nombró a Bass subsecretario del Tesoro. Fue confirmado por el Senado, pero rechazó el cargo.
Tras trasladarse a Colorado Springs, Colorado, en 1877, Bass fue contratado como abogado asociado por la Denver & Rio Grande Railroad Co. Bass trabajó en un caso contra la Atchison, Topeka & Santa Fe Railway en relación con el derecho de paso a través del Cañón de Arkansas en la ruta de Denver a Leadville. El caso llegó al Tribunal Supremo de los Estados Unidos y se ganó gracias a los argumentos de Bass. A continuación fue nombrado abogado jefe de la Denver & Rio Grande Railroad Co. y abogado principal de la Mexican National Railway.

## Muerte
Bass murió de tisis (tuberculosis) en el Hotel Buckingham de Nueva York el 11 de mayo de 1889 (52 años y 179 días). Está enterrado en el cementerio Forest Lawn de Buffalo, Nueva York.